# Bernhard von Hülsen
Bernhard Franz Karl Adolf von Hülsen, född 20 april 1865, död 21 april 1950, var en tysk generallöjtnant i Reichswehr och senare chef för Freikorps Hülsen, en frikår som han bildade år 1918.